# Laure Murat
Laure Murat (Parigi, giugno 1967) è una storica e scrittrice francese.

## Biografia
Specialista di storia della cultura, storia della psichiatria e studi di genere, insegna Storia della Letteratura Francese all'Università della California, Los Angeles (UCLA).
È autrice di La casa del dottor Blanche, storia di un luogo di cura e dei suoi pensionati, da Nerval a Maupassant, premio Goncourt per la biografia nel 2001 e premio della critica dell'Accademia di Francia nel 2004.
Nel 2011 ha ricevuto il Prix Femina Essai, con il libro "L'homme qui se prenait pour Napoléon. Pour une histoire politique de la folie".  Nell'opera viene analizzato il rapporto tra storia politica e follia, alla luce di archivi inediti degli ospedali psichiatrici parigini e di centinaia di osservazioni mediche.

## Opere
- Palais de la nation, phot. de Georges Fessy, Paris, Éditions Flammarion, 1992, 256 p. (ISBN 978-2-08-201847-0)
- Paris des écrivains, (dir.), Paris, Éditions du Chêne, coll. « Paris », 1996, 192 p. (ISBN 978-2-85108-909-0)
- L'expédition d'Égypte : le rêve oriental de Bonaparte, avec Nicolas Weill, Paris, Éditions Gallimard, coll. « Découvertes Gallimard » (n° 343), 1998, 160 p. (ISBN 978-2-07-053399-2)
- La Maison du docteur Blanche : Histoire d'un asile et de ses pensionnaires, de Nerval à Maupassant, Paris, Éditions J.-C. Lattès, 2001, 424 p. (ISBN 978-2-7096-2088-8)3
- - Premio Goncourt della Biografia 2001
- - Premio della Critica dell'Académie française 2004
- Passage de l'Odéon : Sylvia Beach, Adrienne Monnier et la vie littéraire à Paris dans l'entre-deux-guerres, Paris, Éditions Fayard, coll. « Histoire de la pensée », 2003, 368 p. (ISBN 978-2-213-61662-9)
- « Proust, Marcel, 46 ans, rentier » in La Revue littéraire, N°14, 2005 (ISSN 1766-9693)5
- La Loi du genre : une histoire culturelle du ‘troisième sexe, Paris, Éditions Fayard, coll. « Histoire de la pensée », 2006, 464 p. (ISBN 978-2-213-62042-8)
- L'Homme qui se prenait pour Napoléon : Pour une histoire politique de la folie, Paris, Éditions Gallimard, coll. « Hors Série Connaissance », 2011, 382 p. (ISBN 978-2-07-078664-0)6,7
- - Premio Femina saggio 2011

Sotto lo pseudonimo d'Iris Castor
- Iris Castor, Zoé, la nuit, Paris, Éditions J.-C. Lattès, coll. « Thrillers », 2010, 240 p. (ISBN 978-2-7096-3024-5)